# Термохімічні сховища
Термохімічні сховища — засновані на способі запасання сонячної енергії, який передбачає використання хімічних зв'язків як накопичувачів енергії. На відміну від систем, що використовують нагрітий теплоносій, термохімічні «сховища» енергії не вимагають ефективної теплоізоляції і можуть запасати енергію на тривалий період.
Молекула речовини, що використовується як «термохімічне сховище» зазнає структурних перетворень, поглинаючи енергію сонячного випромінювання, і переходить в більш високий енергетичний стан, в якому може залишатися протягом невизначеного часу. Потім, при впливі каталізатора, молекула повертається до своєї первісної форми, виділяючи при цьому тепло.